# Eerste klasse 1901-02 (voetbal België)
Het seizoen 1901/02 van de Belgische Eerste Klasse was een officieel seizoen van de hoogste Belgische voetbalklasse. In tegenstelling het voorgaande seizoenen, was het kampioenschap opnieuw opgesplitst in twee reeksen. De eerste twee uit elke reeks speelden daarna een eindronde. Racing Club de Bruxelles veroverde zijn vierde landstitel, de derde op rij.

## Gepromoveerde en degraderende teams
Er bestond geen echt systeem van promotie of degradatie. De competitie bestond uit dezelfde teams als vorig seizoen, met enkele nieuwkomers. Antwerp FC dat zich vorig seizoen niet had ingeschreven toen bijna de volledig kern was vertrokken, nam opnieuw deel. Union Saint-Gilloise dat vorig seizoen de tweede klasse had gewonnen, ging nu van start in de ereafdeling.

## Clubs
Elf clubs speelden in 1901/02 in Eerste Klasse.
| # kaart | Stam- nummer | Club                                 | Plaats              | Stadion                                                         | # seiz. 1e klasse |
| ------- | ------------ | ------------------------------------ | ------------------- | --------------------------------------------------------------- | ----------------- |
| Reeks A |              |                                      |                     |                                                                 |                   |
| 1A      | 6            | Racing Club de Bruxelles             | Ukkel               | wielerpiste van Longchamps                                      | 7e                |
| 2A      | 13           | Beerschot AC                         | Antwerpen           | terrein op het Kiel                                             | 2e                |
| 3A      | 1            | Antwerp FC                           | Antwerpen           | wielerpiste van Zurenborg                                       | 6e                |
| 4A      | 12           | CS Brugeois                          | Brugge              | terrein vlak bij de Smedenpoort                                 | 3e                |
| 5A      | --           | Skill FC de Bruxelles                | Sint-Jans-Molenbeek | plateau van Koekelberg                                          | 3e                |
| 6A      | 3            | FC Brugeois                          | Brugge              | "Het Ratteplein" in de Sint-Baafs-wijk                          | 5e                |
| Reeks B |              |                                      |                     |                                                                 |                   |
| 1B      | 10           | Union Saint-Gilloise                 | Ukkel               | terrein Kersbergstraat (tegenwoordig Alphonse Asselbergsstraat) | 1e                |
| 2B      | 5            | Léopold Club de Bruxelles            | Ukkel               | Brugmanpark (nr 23 op kaartje)                                  | 7e                |
| 3B      | 4            | FC Liégeois                          | Luik                | terrein op het Champ d'Oiseaux in de wijk Cointe                | 7e                |
| 4B      | --           | Athletic & Running Club de Bruxelles | Ukkel               | ?                                                               | 6e                |
| 5B      | 8            | Verviers FC                          | Verviers            | ?                                                               | 2e                |

## Eindstand

### Eere Afdeeling A
|    |   |                          | P  | W | G | V | +  | -  | DS  | Ptn |
| -- | - | ------------------------ | -- | - | - | - | -- | -- | --- | --- |
| E  | 1 | Racing Club de Bruxelles | 10 | 9 | 1 | 0 | 35 | 3  | 32  | 19  |
| E  | 2 | Beerschot AC             | 10 | 6 | 1 | 3 | 19 | 10 | 9   | 13  |
|    | 3 | Antwerp FC               | 10 | 5 | 2 | 3 | 11 | 13 | -2  | 12  |
|    | 4 | CS Brugeois              | 10 | 4 | 0 | 6 | 14 | 26 | -12 | 8   |
| GD | 5 | Skill FC de Bruxelles    | 10 | 3 | 0 | 7 | 10 | 28 | -18 | 6   |
|    | 6 | FC Brugeois              | 10 | 1 | 0 | 9 | 6  | 15 | -9  | 2   |

P: wedstrijden gespeeld, W: wedstrijden gewonnen, G: gelijke spelen, V: wedstrijden verloren, +: gescoorde doelpunten, -: doelpunten tegen, DS: doelsaldo, Ptn: totaal punten
E: eindronde, GD: geen deelname volgend seizoen --- Wedstrijden waarin forfait werd gegeven telden niet mee voor het doelsaldo

### Eere Afdeeling B
|   |   |                                      | P | W | G | V | +  | -  | DS  | Ptn |
| - | - | ------------------------------------ | - | - | - | - | -- | -- | --- | --- |
| E | 1 | Union Saint-Gilloise                 | 8 | 7 | 0 | 1 | 16 | 1  | 15  | 14  |
| E | 2 | Léopold Club de Bruxelles            | 8 | 5 | 0 | 3 | 24 | 11 | 13  | 10  |
|   | 3 | FC Liégeois                          | 8 | 3 | 1 | 4 | 13 | 21 | -8  | 7   |
|   | 4 | Athletic & Running Club de Bruxelles | 8 | 3 | 0 | 5 | 15 | 22 | -7  | 6   |
|   | 5 | Verviers FC                          | 8 | 1 | 1 | 6 | 10 | 23 | -13 | 3   |

P: wedstrijden gespeeld, W: wedstrijden gewonnen, G: gelijke spelen, V: wedstrijden verloren, +: gescoorde doelpunten, -: doelpunten tegen, DS: doelsaldo, Ptn: totaal punten
E: eindronde --- Wedstrijden waarin forfait werd gegeven telden niet mee voor het doelsaldo

### Eindronde Eere Afdeeling
|   |   |                           | P | W | G | V | +  | -  | DS | Ptn |
| - | - | ------------------------- | - | - | - | - | -- | -- | -- | --- |
| K | 1 | Racing Club de Bruxelles  | 6 | 4 | 1 | 1 | 15 | 8  | 7  | 9   |
|   | 2 | Léopold Club de Bruxelles | 6 | 4 | 1 | 1 | 14 | 10 | 4  | 9   |
|   | 3 | Union Saint-Gilloise      | 6 | 2 | 0 | 4 | 9  | 15 | -6 | 4   |
|   | 4 | Beerschot AC              | 6 | 1 | 0 | 5 | 12 | 17 | -5 | 2   |

P: wedstrijden gespeeld, W: wedstrijden gewonnen, G: gelijke spelen, V: wedstrijden verloren, +: gescoorde doelpunten, -: doelpunten tegen, DS: doelsaldo, Ptn: totaal punten
K: kampioen --- Wedstrijden waarin forfait werd gegeven telden niet mee voor het doelsaldo
Racing Club en Léopold club eindigden met evenveel punten. De beide clubs speelden een beslissingswedstrijd voor de landstitel, die door Racing Club werd gewonnen. Racing CB won zo zijn vierde landstitel.
| Datum      | Wedstrijd                                            | Uitslag               |
| ---------- | ---------------------------------------------------- | --------------------- |
| 27/04/1902 | Racing Club de Bruxelles - Léopold Club de Bruxelles | 4-3 (na verlengingen) |

## Uitslagentabel

### Reeks A
|                          |     | ANT | BEE   | CSB | FCB   | RCB | SKI   |
| Antwerp FC               | ANT | X   | 0-0   | 4-1 | 5-0ff | 1-1 | 5-0ff |
| Beerschot AC             | BEE | 3-1 | X     | 4-1 | 5-0ff | 1-4 | 8-0   |
| CS Brugeois              | CSB | 3-1 | 3-1   | X   | 3-1   | 0-5 | 1-2   |
| FC Brugeois              | FCB | 0-2 | 0-2   | 0-1 | X     | 1-3 | 2-0   |
| Racing Club de Bruxelles | RCB | 5-0 | 1-0   | 4-0 | 5-0ff | X   | 7-0   |
| Skill FC de Bruxelles    | SKI | 0-2 | 0-5ff | 4-1 | 4-2   | 0-5 | X     |

### Reeks B
|                                      |     | ARB | LEO   | USG   | LUI | VER   |
| Athletic & Running Club de Bruxelles | ARB | X   | 0-2   | 1-2   | 2-1 | 5-2   |
| Léopold Club de Bruxelles            | LEO | 7-2 | X     | 0-3   | 5-2 | 6-1   |
| Union Saint-Gilloise                 | USG | 2-0 | 5-0ff | X     | 4-0 | 5-0ff |
| FC Liégeois                          | LUI | 4-2 | 3-2   | 5-0ff | X   | 1-1   |
| Verviers FC                          | VER | 1-2 | 0-2   | 0-5   | 5-2 | X     |

### Eindronde
|                           |     | BEE   | LEO | RCB | USG |
| Beerschot AC              | BEE | X     | 5-3 | 1-4 | 2-3 |
| Léopold Club de Bruxelles | LEO | 5-0ff | X   | 2-2 | 3-1 |
| Racing Club de Bruxelles  | RCB | 3-2   | 1-3 | X   | 2-0 |
| Union Saint-Gilloise      | USG | 4-2   | 1-3 | 0-3 | X   |

## Topscorer
| Scorer        | Goals | Team         | Land     |
| ------------- | ----- | ------------ | -------- |
| Herbert Potts | 16    | Beerschot AC | Engeland |

1895/96 · 1896/97 · 1897/98 · 1898/99 · 1899/00 · 1900/01 · 1901/02 · 1902/03 · 1903/04 · 1904/05 · 1905/06 · 1906/07 · 1907/08 · 1908/09 · 1909/10 · 1910/11 · 1911/12 · 1912/13 · 1913/14 · 1914/15 · 1915/16 · 1916/17 · 1917/18 · 1918/19 · 
1919/20 · 1920/21 · 1921/22 · 1922/23 · 1923/24 · 1924/25 · 1925/26 · 1926/27 · 1927/28 · 1928/29 · 1929/30 · 1930/31 · 1931/32 · 1932/33 · 1933/34 · 1934/35 · 1935/36 · 1936/37 · 1937/38 · 1938/39 · 1939/40 · 1940/41 · 1941/42 · 1942/43 · 1943/44 · 1944/45 · 1945/46 · 1946/47 · 1947/48 · 1948/49 · 1949/50 · 1950/51 · 1951/52 · 1952/53 · 1953/54 · 1954/55 · 1955/56 · 1956/57 · 1957/58 · 1958/59 · 1959/60 · 1960/61 · 1961/62 · 1962/63 · 1963/64 · 1964/65 · 1965/66 · 1966/67 · 1967/68 · 1968/69 · 1969/70 · 1970/71 · 1971/72 · 1972/73 · 1973/74 · 1974/75 · 1975/76 · 1976/77 · 1977/78 · 1978/79 · 1979/80 · 1980/81 · 1981/82 · 1982/83 · 1983/84 · 1984/85 · 1985/86 · 1986/87 · 1987/88 · 1988/89 · 1989/90 · 1990/91 · 1991/92 · 1992/93 · 1993/94 · 1994/95 · 1995/96 · 1996/97 · 1997/98 · 1998/99 · 1999/00 · 2000/01 · 2001/02 · 2002/03 · 2003/04 · 2004/05 · 2005/06 · 2006/07 · 2007/08 · 2008/09 · 2009/10 · 2010/11 · 2011/12 · 2012/13 · 2013/14 · 2014/15 · 2015/16 · 2016/17 · 2017/18 · 2018/19 · 2019/20 · 2020/21· 2021/22 · 2022/23 · 2023/24 · 2024/25